# Bernd Fritz (Journalist)

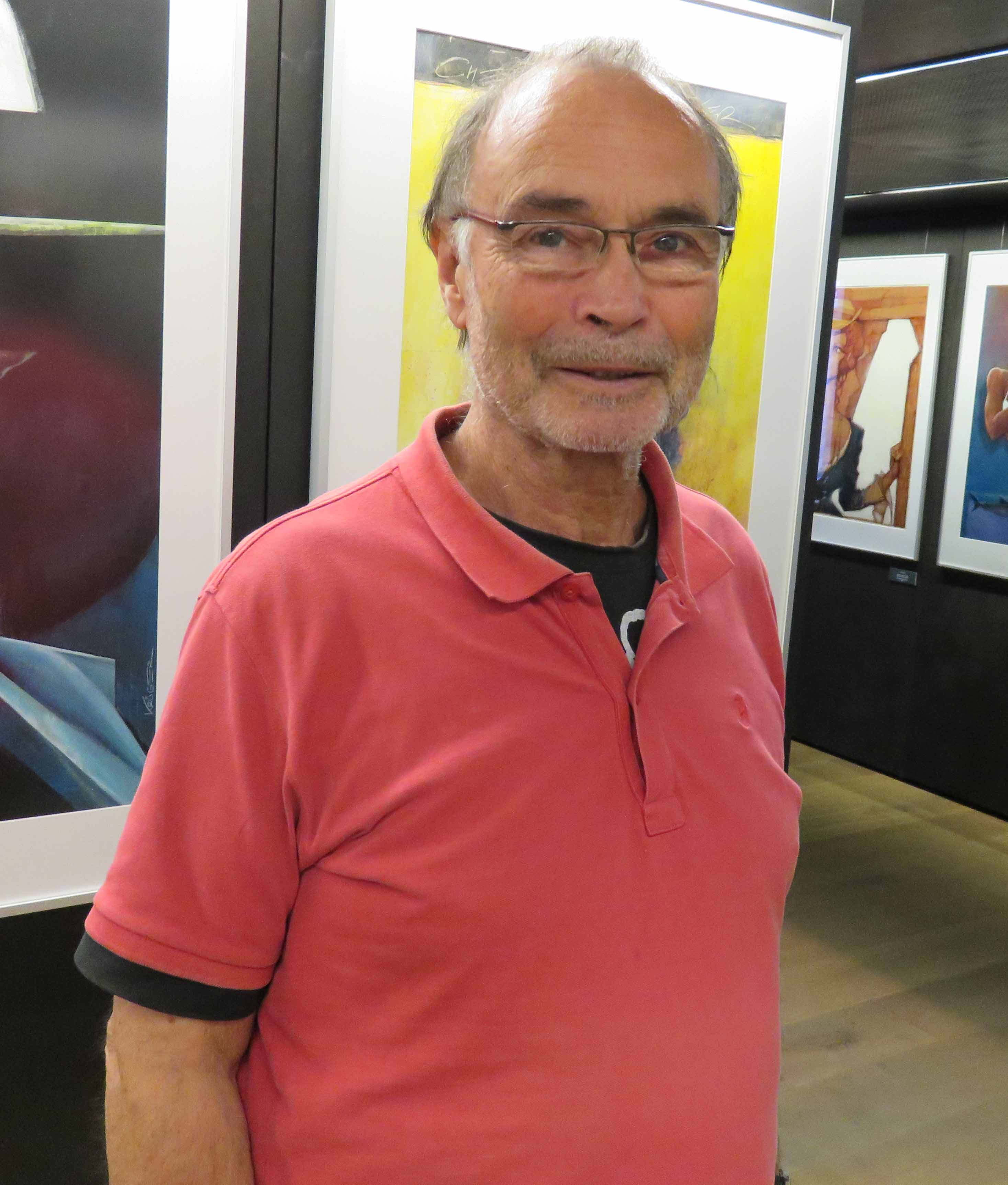
Bernd Fritz (2016)

Bernd Fritz (* 12. November 1945 in Bechtheim; † 16. April 2017 ebenda) war ein deutscher Journalist, Satiriker und Schriftsteller.

## Biographie
Bernd Fritz wurde 1945 als Sohn eines Ingenieurs und einer Winzertochter in Rheinhessen geboren. Nach dem Abitur in Worms studierte er Biologie und Mathematik in Mainz sowie Romanistik in Frankfurt am Main. Nach seinen Erfahrungen als Referendar an einer integrierten Gesamtschule in Südhessen entschloss er sich 1984, Satiren für die Satirezeitschrift Titanic zu schreiben. 1985 wurde er in die Redaktion des Magazins berufen, 1987 wurde er dessen Chefredakteur. Nebenher übersetzte er den französischen Karikaturisten Jean-Marc Reiser ins Deutsche.
Einem breiteren Publikum bekannt wurde Fritz, als er 1988 in der Fernsehsendung Wetten, dass..? unter dem Pseudonym Thomas Rautenberg wettete, die Farbe von Buntstiften am Geschmack erkennen zu können. Noch in der Show gab sich Fritz als Chefredakteur des Satiremagazins Titanic zu erkennen und erklärte, bei der Wette gemogelt zu haben. Mit der darauffolgenden Ausgabe erzielte Titanic die höchste Auflage ihrer Geschichte. In ihr verriet Fritz seinen Lesern den Trick: Die Brille saß schief, wodurch er die Farben sehen konnte.
1990 gab Fritz die Redaktionsleitung ab, blieb aber dem Magazin als Autor verbunden und schrieb für den Spiegel sowie das FAZ-Magazin, in dessen Redaktion er 1995 eintrat. Nach der Einstellung des Magazins 1999 wurde er freier Vertragsautor der FAZ und begann zusätzlich, für den Feinschmecker, das Mercedes-Magazin und diverse Weinzeitschriften zu schreiben. In der Frankfurter Allgemeinen Sonntagszeitung zeichnete er von 2011 bis 2013 für die Gartenkolumne Pflanzstück verantwortlich, im Weinmagazin FINE war er Bierkolumnist. Seit 2006 war er Mitherausgeber der Titanic.
2007 heiratete Fritz in zweiter Ehe Hanne Reuter. Er hatte zwei Kinder. Im April 2017 starb er im Alter von 71 Jahren durch Suizid.

## Auszeichnungen
- 2008: Prix du Champagne Lanson für seine im Wein-Gourmet veröffentlichten Winzerdorf-Novellen Gau-Wackenheim

## Werke
- Von großem Deutschem. Satiren aus der Titanic. Rowohlt, Reinbek 1990, ISBN 3-499-12767-9.
- Ei, ei, ei Cartoon. Verpoorten, 2001. (Herausgeber)
- Die klassische Anmache. Tipps und Tricks aus der Weltliteratur. Kein & Aber, Zürich 2009, ISBN 978-3-0369-5263-5.
- Weingut – alles gut. Atrium, Zürich 2010, ISBN 978-3-85535-137-4.
- Gau-Wackenheim, Geschichten aus dem Winzerdorf. Leinpfad, Ingelheim 2012. Durchgesehene und verbesserte Ausgabe der Erstausgabe.